# Jorge Cadete
Jorge Paulo Cadete Santos Reis, plus connu sous le nom de Jorge Cadete, est un footballeur portugais né le 27 août 1968 à Pemba (Mozambique alors colonie portugaise).
Cet attaquant international portugais (33 sélections pour 5 buts) se fait surtout connaître par sa carrière au Sporting Portugal et par son passage au Celtic FC. 

## Biographie

### En club
Originaire du Mozambique (une ancienne colonie portugaise), Jorge Cadete commence sa carrière professionnelle au Sporting Portugal, son club formateur.
Il fait ses premiers pas en Division 1 avec le Sporting lors de la saison 1987/1988. Afin d'acquérir du temps de jeu, il est prêté lors de la saison 1988/1989 au Vitória Setubal. Le prêt est réussi puisqu'il inscrit 8 buts en 29 matchs de championnat avec ce club.
Jorge Cadete retourne ensuite au Sporting Portugal et devient progressivement l'un des éléments clés de l'équipe. Ainsi, il inscrit 25 buts en championnat lors de la saison 1991/1992 puis 18 buts la saison suivante. Il remporte la Coupe du Portugal en 1995 avec le Sporting, ce qui sera son unique titre en club.
En 1995, ses performances avec le Sporting étant moins convaincantes, il est brièvement prêté au club italien de Brescia, avant de quitter définitivement le Sporting en 1996, afin de rejoindre le club écossais du Celtic Glasgow. Ses performances en Écosse sont excellentes : Jorge Cadete inscrit en effet 25 buts avec le Celtic lors de la saison 1996/1997, ce qui fait de lui le meilleur buteur du championnat.
En 1997, Jorge Cadete signe en faveur du club espagnol du Celta Vigo, mais il n'arrive pas à retrouver son meilleur niveau. Il n'inscrit que 8 buts en championnat, et ceci en une saison et demie.
Jorge Cadete décide alors de retourner dans son pays natal, et s'engage avec le Benfica Lisbonne. Mais là encore, une nouvelle fois, il n'est pas titulaire et inscrit peu de buts. Ainsi, afin de retrouver de la confiance et surtout du temps de jeu, il se voit prêté dans des clubs moins prestigieux : Bradford City en Angleterre, puis l'Estrela Amadora au Portugal. Mais ces prêts ne sont pas vraiment concluants, Cadete peinant réellement à retrouver le chemin des filets.
Lors de la saison 2003/2004, Jorge Cadete retourne en Écosse et rejoint les rangs du Partick Thistle Football Club. Il ne dispute que 5 matchs en Scottish Premier League avec cette équipe. Il retourne alors au Portugal et s'engage en faveur d'un club amateur : le CD Pinhalnovense. Il termine ensuite sa carrière à São Marcos, un autre club amateur situé dans la municipalité de Castro Verde.
Lorsqu'il raccroche définitivement les crampons, en 2007, Jorge Cadete est âgé de près de 39 ans. Sa carrière aura duré 20 ans.

### En sélection
Jorge Cadete reçoit sa première sélection en équipe du Portugal le 29 août 1990, lors d'un match amical face à l'Allemagne (score : 1-1). 
Jorge Cadete est retenu par le sélectionneur António Luís Alves Ribeiro Oliveira afin de participer à l'Euro 1996 qui se déroule en Angleterre. Il joue deux rencontres lors de ce tournoi : le match de poule face à la Turquie (entrée à la 65e minute de jeu), et celui des quarts de finale face à la République tchèque (entrée à la 82e minute de jeu). Il s'agit de la seule compétition internationale disputée par Jorge Cadete avec l'équipe du Portugal.
Cadete joue son dernier match avec le Portugal le 22 avril 1998, lors d'un match amical face à l'Angleterre (score : 3-0 en faveur des anglais).
Au total, Cadete reçoit 33 sélections en équipe nationale, et inscrit 5 buts en faveur de la Selecção. Il obtient 22 sélections alors qu'il joue en faveur du Sporting, 9 sélections lorsqu'il joue au Celtic et 2 sélections en tant que joueur du Celta Vigo.

## Palmarès
- 33 sélections et 5 buts en équipe du Portugal entre 1990 et 1998
- Vainqueur de la Coupe du Portugal en 1995 avec le Sporting Portugal
- Meilleur buteur du Championnat du Portugal lors de la saison 1992-1993 avec 18 buts
- Meilleur buteur du Championnat d'Écosse lors de la saison 1996-1997 avec 25 buts

## Statistiques
- 233 matchs et 74 buts en 1re division portugaise
- 7 matchs et 2 buts en 2e division portugaise
- 42 matchs et 30 buts en 1re division écossaise
- 36 matchs et 8 buts en 1re division espagnole
- 13 matchs et 1 but en 1re division italienne
- 7 matchs et 0 but en 1re division anglaise